# Papyrus 112

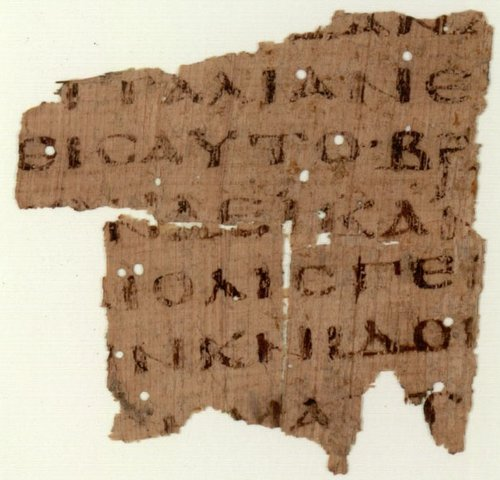
Papyrus 112 verso

Papyrus 112 (volgens de nummering van Gregory-Aland) of {\displaystyle {\mathfrak {P}}^{112}}, of P. Oxy. 4496, is een fragment van een oud Grieks afschrift van het Nieuwe Testament op papyrus. Het bevat het Hand. 26:31,32; 27:6,7, het zijn fragmenten. Op grond van schrifttype wordt door het (Institute for New Testament Textual Research,INTF) een ontstaan in de 5e eeuw aangenomen.

## Verblijf
Het handschrift wordt bewaard in de Papyrologiekamers van de Art, Archaeology and Ancient World Library te Oxford University plank nummer P. Oxy. 4496.

## Tekst
In Handelingen 27:7 heeft het de tekst variant βρα[δυπλοουντε]ς εν δε ικαν[αις ημεραις. Alle andere getuigen hebben de volgorde: εν ικαναις δε ημεραις βραδυπλοουντες. Er is te weinig tekst om te kunnen typeren.

## Officiële registratie
- "Continuation of the Manuscript List" Institute for New Testament Textual Research, University of Münster. Retrieved April 9, 2008